# Клуб интернациональной дружбы
Клуб интернациона́льной дру́жбы (акрон. КИД, сокр. Интерклу́б) в СССР — добровольное общество, существовавшее практически при всех советских учебных заведениях и дворцах пионеров, целью которого были внутрисоюзные и международные контакты со сверстниками.

## История

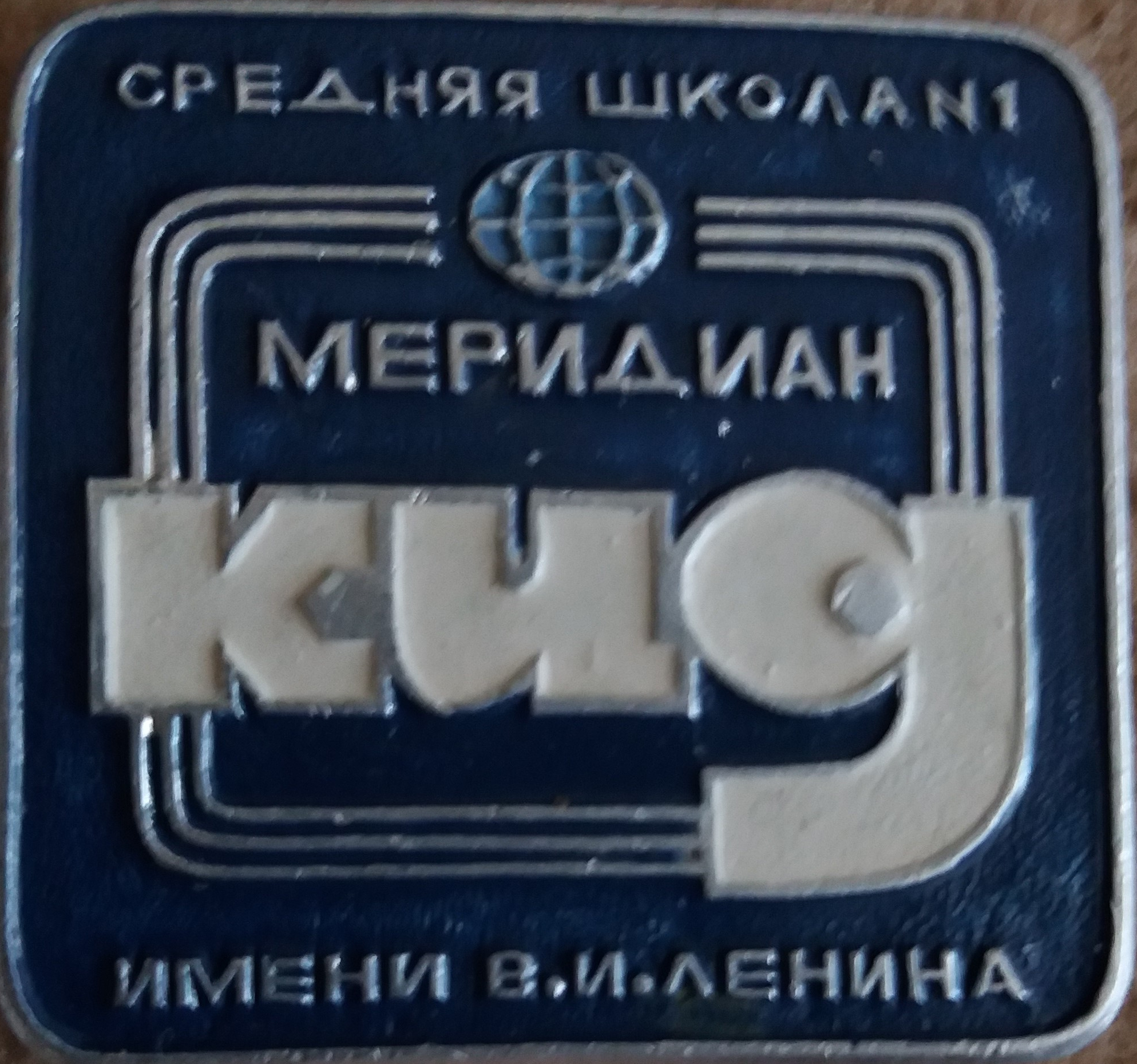
Значок — КИД «Меридиан» школа № 1 (Ульяновск)

КИДы в школах ограничивались, в основном, перепиской с разными школами в других союзных республиках и в социалистических странах, где тоже существовали подобные клубы. Руководителями и кураторами таких клубов выступали, как правило, учителя иностранных языков. Так, например, в гимназии №1 Ульяновска КИД «Меридиан» начал своё существование с 1969 года.
В вузах КИДы были более самостоятельными и более чётко оформленными организациями (действовавшими при комитетах Комсомола). Возглавлялись они, как правило, президентами, избираемыми из числа студентов-старшекурсников. Иногда кураторами выступали представители отдела международных связей либо преподаватели с кафедры/факультета иностранных языков. Целью таких клубов являлась не только переписка с другими вузами, но и непосредственные контакты между студентами различных вузов и обмен делегациями (организация фестивалей интернациональной дружбы, совместных стройотрядов, студенческих конференций и семинаров на общественно-политическую тематику).
После распада СССР большинство КИДов прекратили своё существование. В ряде вузов в конце 1990-х — начале 2000-х годов они возродились как независимые клубы студенческой молодёжи, главной целью которых является организация различных мероприятий (выезды на природу, дискотеки, фестивали, ярмарки). В 2010 году в школах Ульяновской области стали активно возрождаться клубы интернациональной дружбы и был создан Ульяновский областной клуб интернациональной дружбы (ULCIF), который ведёт просветительскую деятельность в поддержку идей мира и дружбы между народами. В состав регионального клуба вошло 64 школьных объединения со всей области. На 2019 год клуб имел друзей по переписке в 47 странах мира и реализовывал международные культурно-образовательные проекты.
Аналогичные клубы действуют в настоящее время в университетах Германии, Австрии, Великобритании и других стран Западной Европы (главным образом, при международных академических центрах), где они служат местом встречи студентов из разных стран мира, обучающихся в данном учебном заведении.